# Tysk-österrikiska backhopparveckan 1980/1981
Tysk-österrikiska backhopparveckan 1980/1981 ingick i backhoppningsvärldscupen 1980/1981. 
Man hoppade i Oberstdorf den 30 december 1980, den 1 januari 1981 hoppade man i Garmisch-Partenkirchen och den 4 januari 1981 hoppade man i Innsbruck. Sista deltävlingen i Bischofshofen hoppades den 6 januari 1981.

## Oberstdorf
- Datum: 30 december 1980
- Land:  Västtyskland
- Backe: Schattenbergschanze

| Placering | Hoppare          | Land        | Poäng |
| --------- | ---------------- | ----------- | ----- |
| 01        | Hubert Neuper    | Österrike   | 256,8 |
| 02        | Jari Puikkonen   | Finland     | 252,3 |
| 03        | Roger Ruud       | Norge       | 251,1 |
| 04        | Armin Kogler     | Österrike   | 248,3 |
| 05        | Pentti Kokkonen  | Finland     | 240,3 |
| 06        | Thomas Meisinger | Östtyskland | 239,5 |
| 07        | Jouko Törmänen   | Finland     | 237,1 |
| 08        | Per Bergerud     | Norge       | 235,3 |
| 09        | Matthias Buse    | Östtyskland | 234,2 |
| 010       | Kari Ylianttila  | Finland     | 234,1 |

## Garmisch-Partenkirchen
- Datum: 1 januari 1981
- Land:  Västtyskland
- Backe: Große Olympiaschanze

| Placering | Hoppare          | Land        | Poäng |
| --------- | ---------------- | ----------- | ----- |
| 01        | Horst Bulau      | Kanada      | 226,4 |
| 02        | Per Bergerud     | Norge       | 217,6 |
| 03        | Armin Kogler     | Österrike   | 215,5 |
| 04        | Hubert Neuper    | Österrike   | 214,8 |
| 05        | Masahiro Akimoto | Japan       | 213,0 |
| 06        | Johan Sætre      | Norge       | 212,9 |
| 07        | Jouko Törmänen   | Finland     | 210,3 |
| 08        | Hans Wallner     | Österrike   | 208,8 |
| 09        | Matthias Buse    | Östtyskland | 207,9 |
| 010       | Jari Puikkonen   | Finland     | 206,6 |

## Innsbruck
- Datum: 4 januari 1981
- Land:  Österrike
- Backe: Bergiselschanze

| Placering | Hoppare           | Land          | Poäng |
| --------- | ----------------- | ------------- | ----- |
| 01        | Jari Puikkonen    | Finland       | 235,6 |
| 02        | Hubert Neuper     | Österrike     | 230,7 |
| 03        | Armin Kogler      | Österrike     | 229,4 |
| 04        | Pentti Kokkonen   | Finland       | 228,2 |
| 05        | Roger Ruud        | Norge         | 220,6 |
| 06        | Klaus Tuchscherer | Österrike     | 219,6 |
| 07        | Kari Heinonen     | Finland       | 217,5 |
| 08        | Johan Sætre       | Norge         | 216,8 |
| 09        | Pjotr Sunin       | Sovjetunionen | 213,7 |
| 010       | Hans Wallner      | Österrike     | 212,1 |

## Bischofshofen
- Datum: 6 januari 1981
- Land:  Österrike
- Backe: Paul-Ausserleitner-Schanze

| Placering | Hoppare        | Land            | Poäng |
| --------- | -------------- | --------------- | ----- |
| 01        | Armin Kogler   | Österrike       | 234,2 |
| 02        | Hubert Neuper  | Österrike       | 228,7 |
| 03        | Per Bergerud   | Norge           | 223,9 |
| 04        | Hans Wallner   | Österrike       | 223,3 |
| 05        | Roger Ruud     | Norge           | 222,4 |
| 06        | Matthias Buse  | Östtyskland     | 211,8 |
| 07        | Johan Sætre    | Norge           | 209,3 |
| 08        | Jouko Törmänen | Finland         | 204,9 |
| 09        | Peter Rohwein  | Västtyskland    | 204,5 |
| 010       | Leoš Škoda     | Tjeckoslovakien | 199,8 |

## Slutställning
| Placering | Hoppare         | Land        | Poäng |
| --------- | --------------- | ----------- | ----- |
| 01        | Hubert Neuper   | Österrike   | 931,0 |
| 02        | Armin Kogler    | Österrike   | 927,4 |
| 03        | Jari Puikkonen  | Finland     | 892,8 |
| 04        | Roger Ruud      | Norge       | 891,2 |
| 05        | Per Bergerud    | Norge       | 886,8 |
| 06        | Hans Wallner    | Österrike   | 864,5 |
| 07        | Johan Sætre     | Norge       | 864,0 |
| 08        | Matthias Buse   | Östtyskland | 854,0 |
| 09        | Pentti Kokkonen | Finland     | 841,5 |
| 010       | Horst Bulau     | Kanada      | 835,8 |